# 利菁
利 菁（中国語：リー・ジン、1962年10月25日 - ）は、台湾台中県清水鎮出身のタレント、モデルである。本名は呉中銘、変性以降は名前の呉明恩を変更する。

## 関連書本
- 利菁『歴経過去，利菁未来：1小時銷售2億的奇蹟』（尖端出版、2004年）

## 出演作品
- 衛視中文台番組『麻辣天后宮』
- 中天電視番組『全民大悶鍋』（放送終了）
- 台視・三立電視番組『超級偶像』
- 台視番組『鑽石夜総会』
- 台視番組『超級設計師』